# Борку (департамент)
Борку (фр. Borkou) — один из двух департаментов административного региона Борку в республике Чад. Административный центр — город Фая-Ларжо.

## История
Департамент Борку был создан постановлением № 002/PR/ 08 "О реструктуризации некоторых децентрализованных территориальных сообществ" от 19 февраля 2008 года.

## Население
По данным переписи населения, в 2009 году в департаменте проживали 68 370 человек (31 622 мужчины и 68 370 женщин). По другим данным, в 2012 году количество населения департамента Борку составляло 72 760 человек.

## Административное деление
Департамент Борку включает в себя 2 подпрефектуры:
- Фая-Ларжо (фр. Faya-Largeau)
- Коуба Оланга (фр. Kouba Olanga)

## Префекты
Префекты Борку (с 2008 года):
- С 9 октября 2008 года: Юсуф Махамат Бахар (фр. Youssouf Mahamat Bahar)[4]